# Maintien artificiel de la vie des femmes enceintes après mort cérébrale
Le maintien artificiel de la vie des femmes enceintes après la mort cérébrale se produit quand une patiente en état de mort cérébrale est enceinte et que son corps est maintenu en vie pour accoucher d'un fœtus. Il se produit très rarement à l'échelle internationale. Même chez les patients en état de mort cérébrale, dans une étude réalisée aux États-Unis auprès de 252 patients en état de mort cérébrale entre 1990 et 1996, seulement cinq cas (2,8 %) concernaient des femmes enceintes entre 15 et 45 ans.

## Cas observés
Dans la période de 28 ans entre 1982 et 2010, il y avait « 30 cas [rapportés] de mort cérébrale de la mère (19 rapports de cas et 1 série de cas). » Dans 12 de ces cas, un enfant viable est né par césarienne après un long maintien artificiel de la vie. Toutefois, selon Esmaelilzadeh et al., il n'y a pas de protocole largement accepté pour gérer une mère en état de mort cérébrale « car on ne peut trouver que quelques cas signalés dans la littérature médicale »". En outre, il est rare de connaître les souhaits de la mère à ce sujet, et la famille devrait être consultée lors de l'élaboration d'un plan de soins.

## Complications du maintien artificiel de la vie
Tout au long de leur prise en charge, les patients en état de mort cérébrale pourraient faire l'expérience d'un large éventail de complications, y compris « infection, instabilité hémodynamique, le diabète insipide (DI), panhypopituitarisme, poïkilothermie, instabilité métabolique, syndrome de détresse respiratoire aigu et coagulation intravasculaire disséminée. » Le traitement de ces complications est difficile puisque les effets des médicaments sur la santé du fœtus sont inconnus.

## Chances de survie du fœtus
Selon Esmaelilzadeh et coll., « [à] l'heure actuelle, il semble qu'il n'y a pas de limite inférieure d'âge gestationnel qui restreindrait les efforts du médecin pour soutenir la mère en état de mort cérébrale et son fœtus. »Cependant, plus un fœtus est âgé quand sa mère devient morte cérébralement, plus ses chances de survie sont élevées. Les recherches sur la prématurité indiquent qu'« un fœtus né avant 24 semaines de gestation a peu de chances de survie. À 24, 28 et 32 semaines, le fœtus a environ 20 à 30 %, 80 % et 98 % de probabilité de survie avec 40 %, 10 % et moins de 2 % de chance de souffrir d'un handicap sévère, respectivement. »,

## La mort cérébrale comparées à des conditions similaires
Il est important de comprendre les similitudes et les différences entre la mort cérébrale et deux autres conditions : le syndrome d'éveil non répondant et le coma.

### La différence entre la mort cérébrale et le syndrome d'éveil non répondant
Les patients en syndrome d'éveil non répondant « sont vivants, mais ont une conscience gravement altérée, bien que leurs yeux puissent s'ouvrir spontanément. L'ouverture des yeux peut donner l'impression de conscience, mais il n'y a aucune prise de conscience de l'environnement. Ces patients ne prêtent pas attention à l'examinateur ; ils ne regardent ni ne suivent des yeux les objets qui leur sont présentés ; leurs mouvements sont non intentionnels ; ils ne parlent pas. » La différence entre les deux états est que la mort cérébrale implique « la mort du tronc cérébral », qui peut être cliniquement diagnostiquée, et le syndrome d'éveil non-répondant signifie « la perte permanente et totale de la fonction du cerveau antérieur », qui nécessite un complément d'enquête.

### La différence entre la mort cérébrale et le coma
Les gens dans le coma ont « une présence de réponses du tronc cérébral, des réponses de respiration spontanée ou non-intentionnellement motrices. » Cependant, le coma peut entraîner la mort cérébrale, ou la guérison, ou même un syndrome d'éveil non-répondant.

## Loi aux États-Unis
Plusieurs lois s'appliquent aux situations qui impliquent un maintien artificiel de la vie d'une femme enceinte en état de mort cérébrale. Le Federal Patient Self-Determination Act (Acte fédéral d'auto-détermination du patient) exige des établissements de soins qu'ils fournissent à leurs patients adultes nouvellement admis des informations concernant les directives anticipées en matière de soins. L'objectif de cette loi est de rendre les patients conscients de leurs droits à l'égard des soins de fin de vie.
Les lois des états ont également prouvé leur importance dans le cas du maintien artificiel de la vie des femmes enceintes. Le Texas Advance Directives Act (Acte de directives avancées du Texas), également désigné comme la Texas Futile Care Law (Loi de soins futiles du Texas), permet aux hôpitaux de décider s'ils souhaitent poursuivre le maintien artificiel de la vie, et nullifie les directives anticipées des patientes enceintes. Cette loi texane a servi de pomme de discorde dans le cas de la mort de Marlise Muñoz—une situation dans laquelle s'entremêlaient les thématiques de soins de fin de vie, de lois sur l'avortement et de politique.
Marlise Muñoz en était à 14 semaines de grossesse lorsque l'incident s'est produit et, même si l'avortement est légal à 14 semaines au Texas, la loi de l'état dispose qu'un hôpital doit fournir le mantien artificiel de la vie des femmes enceintes. La législation ne contient pas de détails quant à la manière dont la loi doit être appliquée en fonction de l'avancement de la grossesse, ni de la définition de la maladie en phase terminale par rapport à la mort cérébrale. Cette loi texane ne prévoit pas expressément le détail des obligations d'un hôpital dans le cas d'une femme enceinte en état de mort cérébrale, conduisant ainsi à la longue bataille juridique qui s'est ensuivie dans les semaines suivant l'embolie pulmonaire de Marlise Muñoz.
Le Texas est un état parmi plusieurs qui ont des lois qui concernent les femmes enceintes et les directives anticipées, notamment celle de ne pas réanimer. Plus précisément, 26 états ont des lois qui ne tiennent pas compte des directives anticipées lorsqu'une femme est malade en phase terminale, mais enceinte. Cette évolution récente de la situation impliquant Marlise Muñoz a soulevé une foule de questions liées à la gestation des fœtus, aux préférences des patients et de la famille, ainsi qu'à la liberté de discernement de l'hôpital dans l'interprétation des lois d'état qui impliquent des directives anticipées.

## Coût des soins
Le coût du maintien artificiel en vie d'une mère en état de mort cérébrale dépend du nombre de jours passés en Unité de Soins Intensifs (USI). On peut considérer que tous les jours (après la viabilité) que le fœtus est in utero est un jour durant lequel le développement du fœtus se produit et représente un jour de moins que le fœtus doit être dans l'unité néonatale de soins intensifs.
En 2005, une étude a montré que le coût moyen de ventilation médicale pour les adultes en USI était d'approximativement 1 500 $ par jour aux États-Unis et que les soins intensifs à long terme y représentaient environ 5 000 $ par jour. Des douze enfants viables connus pour être avoir été délivrés par une mère en état de mort cérébrale maintenue artificiellement en vie entre 1982 et 2010, l'âge gestationnel moyen au moment de la mort cérébrale était de 22 semaines et l'âge gestationnel moyen au moment de l'accouchement était de 29,5 semaines, conduisant à une longueur moyenne de somatique de soutien pour les mères dans l'unité de soins intensifs de 7,5 semaines (52,5 jours).
Le coût d'une césarienne, le mode d'accouchement recommandé pour les femmes en état de mort cérébrale, est d'à peu près 4 500 $ aux États-Unis rien que pour les honoraires de médecin, selon le livre bleu de la santé. Selon le nombre de semaines de prématurité du nouveau-né, il ou elle pourrait passer de deux à quatre mois dans l'unité néonatale de soins intensifs. Ladite unité coûte généralement plus de 3 500 $ par jour aux États-Unis.
La revue la plus récente qui enquêtait sur le coût global des soins pour un enfant viable né d'une mère en état de mort cérébrale et en maintien artificiel de la vie était centrée sur le cas d'un enfant né par césarienne en Californie lors du 63e jour d'hospitalisation, à 31 semaines de gestation, d'une mère qui était morte cérébralement à 22 semaines de gestation, en 1983. Les coûts pour les soins de la mère dans ce cas étaient de 183 081 $ et ceux pour les soins du nouveau-né s'élevaient à 34 703 $. Le revenu moyen des ménages aux États-Unis en 1983 était de 29 184 $.
La mort de Marlise Muñoz à l'hôpital John Peter Smith au Texas, États-Unis, a été le cas le plus récemment médiatisé de maintien artificiel de la vie d'une femme enceinte en état de mort cérébrale à partir de 2013-2014. L'hôpital a refusé de révéler le coût du traitement de Muñoz. Il peut être difficile de déterminer les coûts de traitement de ces soins, étant donné que les procédures de facturation de nombreux hôpitaux aux États-Unis ne sont pas standardisées ni transparentes, malgré les dispositions du Patient Protection and Affordable Care Act (ACA) à ce sujet, qui ont été contrées par un décret du Ministère de la Santé et des Services sociaux des États-Unis.

## Paiement des soins
Suivant les pays, le coût des soins pourrait être partiellement ou totalement pris en charge par un système d'assurance-santé public ou privé, ou entièrement par la famille. Aux États-Unis, la situation est floue, avec une absence de cadre à ce sujet. Dans le cas de la mort de Marlise Munoz, l'hôpital a refusé de révéler qui allait payer pour cette prise en charge médicale prolongée,.

## Considérations éthiques
La décision éthique de maintien artificiel de la vie d'une femme enceinte en état de mort cérébrale est souvent influencée par l'âge gestationnel du fœtus au moment où la femme a subi une blessure. La bienfaisance et le droit à la vie pour le fœtus et pour la mère sont à la source de nombreux arguments éthiques. Si la prolongation de la vie du corps de la mère est susceptible d'avoir un résultat positif pour le fœtus, cela peut être considéré comme éthique.
S'appuyant sur le principe de bienfaisance, Dillon et coll. et Loewy proposent la règle suivante pour déterminer s'il faut ou pas maintenir artificiellement en vie une femme enceinte en état de mort cérébrale :
- Si le fœtus souffre de l'événement dont la mère souffre, le maintien en vie ne devrait pas être fourni.
- Grossesse avant 24 semaines de gestation: le maintien en vie ne devrait pas être fourni.
- Grossesse entre 24 et 28 semaines de gestation : une intervention ne devrait être fournie qu'après avoir éduqué les décideurs sur les risques potentiels.
- Grossesse après 28 semaines de gestation : une intervention devrait être fournie jusqu'à ce que le fœtus puisse être délivré ou que l'état de santé de la mère s'aggrave.

Un second point de vue considère l'autonomie de la mère et son droit à mourir. Par exemple, le Comité pour les aspects éthiques de la reproduction humaine et la santé des femmes de la Fédération internationale de gynécologie et d'obstétrique a publié La mort cérébrale et la grossesse, un rapport afin d'aider les cliniciens, les administrateurs de soins, et les familles à évaluer les enjeux éthiques entourant la santé des femmes. Dans ce rapport, le comité établit que les soignants sont d'abord responsables envers la femme, et puis envers le fœtus à naître. Le rapport conclut en affirmant que « les femmes ont le droit de mourir dans la dignité. L'objectif de sauver le fœtus ne dispense pas les soignants de l'obligation de respecter ce droit du patient principal—la femme. »
Un troisième point de vue considère la conscience de la mère. La mère est responsable du bien-être de son fœtus tant qu'elle est consciente de son existence. Lorsqu'une femme enceinte devient morte cérébralement, la mère ne peut plus reconnaître la présence du fœtus; ainsi, la mère n'a plus de responsabilité morale de garder le fœtus en vie. Sans une directive préalable précisant que la femme veut être maintenue en vie pour sauver son enfant à naître, prolonger sa vie est contraire à l'éthique.
Enfin, certains éthiciens ont fait valoir qu'il n'y a pas de dilemme éthique inhérent dans le cas d'une femme enceinte qui est déclarée en état de mort cérébrale. Ils font valoir que, parce que la patiente en état de mort cérébrale n'est plus en vie, elle cesse d'être une patiente ; la poursuite de la ventilation pour sauver le fœtus peut être considérée comme une expérience médicale qui nécessite l'approbation d'un comité d'éthique ou du CPP avant qu'un établissement puisse effectuer ce travail.

## L'opinion publique et l'activisme
Maintenir artificiellement en vie une femme médicalement déclarée en état de mort cérébrale pour entretenir un fœtus potentiellement viable est un sujet de vaste débat et de controverse. De telles circonstances impliquent des problèmes considérables de l'ordre de la morale, de l'éthique, de la biologie et du droit. Il existe un dialogue animé entre les experts biomédicaux et juristes pour savoir si une personne morte est « une couveuse dysfonctionnelle » pour un fœtus à naître. Et d'autres délibérations entourent les droits de la femme à prendre des décisions médicales à propos de son propre corps. Il y a aussi des questions à propos de la capacité d'intervention de l'autorité publique dans de tels cas, en particulier dans les états comme le Texas, qui interdisent aux responsables médicaux de cesser le maintien artificiel en vie d'une patiente enceinte.
L'opinion publique est dépeinte comme étant façonnée par des croyances individuelles relatives à des questions de soins de fin de vie, d'avortement, de droits en matière de reproduction des femmes et de droits d'un enfant à naître. Les points de vue personnels sont aussi influencés par les croyances religieuses. Des arguments ont été posés en faveur ou à l'encontre du maintien artificiel en vie d'une femme enceinte morte. Ces différends sont souvent menés par des groupes d'activistes qui militent pour l'une de ces deux positions. Les militants contre les efforts de maintien artificiel, quand ils entrent en conflit avec les souhaits de la femme, comprennent les groupes pro-choix, comme NARAL Pro-Choice America aux États-Unis. Ils prennent position contre les interventions du gouvernement, de l'état ou des institutions religieuses visant à prendre des décisions allant à l'encontre des désirs propres d'un individu, qui, selon eux, rendent les directives anticipées vides de sens et ne parviennent pas à protéger les femmes.
Les partisans en faveur des efforts en matière de maintien artificiel de la vie comprennent des groupes militants anti-avortement (par exemple, aux États-Unis, Secular Pro-Life, National Black Pro-Life Coalition et Operation Rescue), ainsi que certains parlementaires, qui prônent la protection de la vie d'un fœtus.